# San Francisco (Buctzotz)
San Francisco es una localidad del municipio de Buctzotz en el estado de Yucatán localizado en el sureste de México.

## Toponimia
El nombre (Santo Francisco) hace referencia a Francisco de Asís.

## Demografía
Según el censo de 2005 realizado por el INEGI, la población de la localidad era de 136 habitantes, de los cuales 80 eran hombres y 56 eran mujeres.
| 83                          | 119 | 112 | 136 |
| (Fuente: INEGI [Consultar]) |     |     |     |